# Sanyo Open
Het Sanyo Open was een golftoernooi in de provincie Barcelona dat deel uitmaakte van de Europese PGA Tour van 1982 t/m 1986.
De eerste editie vond plaats in Sant Cugat del Vallès en volgende edities op het complex van Real Club de Golf El Prat.
| Jaar | Baan       | Winnaar               | Score | Info                     |
| ---- | ---------- | --------------------- | ----- | ------------------------ |
| 1982 | Sant Cugat | Neil Coles            | -14   |                          |
| 1983 | El Prat    | Des Smyth             | -9    |                          |
| 1984 | El Prat    | Sam Torrance          | -7    | play-off tegen Des Smyth |
| 1985 | El Prat    | Severiano Ballesteros | -16   |                          |
| 1986 | El Prat    | José María Olazabal   | -15   |                          |